# Орко-Фельїно
Орко-Фельїно (італ. Orco Feglino) — муніципалітет в Італії, у регіоні Лігурія, провінція Савона.
Орко-Фельїно розташоване на відстані близько 430 км на північний захід від Рима, 55 км на південний захід від Генуї, 17 км на південний захід від Савони.
Населення — 888 осіб (2014).

## Демографія
Населення за роками:

Станом на 1 січня 2023 року в муніципалітеті офіційно проживало 39 іноземців з 17 країн, серед них 14 громадян країн Євросоюзу та 3 громадяни України.

## Сусідні муніципалітети
- Каліче-Лігуре
- Фінале-Лігуре
- Малларе
- Вецці-Портіо